# Nemyriv (oblast de Lviv)
Nemyriv (en ukrainien : Немирів) ou Nemirov (en russe : Немиров ; en polonais : Niemirów) est une commune urbaine de l'oblast de Lviv, en Ukraine.  Sa population s'élevait à 1 962 habitants en 2021.

## Géographie
Nemyriv est située à 33 km au sud-ouest de Rava Rouska et à 77 km au nord-ouest de Lviv.

## Histoire
Nemyriv est mentionnée pour la première fois dans des chroniques en 1580 et reçoit des privilèges urbains — droit de Magdebourg — en 1581. En septembre 1939, elle fut occupée par l'Armée rouge puis annexée par l'Union soviétique.

## Population
Recensements (*) ou estimations de la population :
| 1959* | 1970* | 1979* | 1989* |
| ----- | ----- | ----- | ----- |
| 2 030 | 2 106 | 1 986 | 2 096 |

| 2001* | 2011  | 2012  | 2013  |
| ----- | ----- | ----- | ----- |
| 2 042 | 1 973 | 1 984 | 2 002 |

| 2021  | - | - | - |
| ----- | - | - | - |
| 1 962 | - | - | - |

## Économie
On y fabrique des matériaux de construction.
À 3 km à l'ouest se trouve le sanatorium « Nemyriv », en activité depuis 1814 sur les sources de sulfure d'hydrogène.